# Joan Uriach i Marsal
Joan Uriach i Marsal   (Barcelona, 9 de juliol de 1929 - 17 de desembre de 2024) fou un empresari català del sector farmacèutic.

## Biografia
Es llicencià en farmàcia per la Universitat de Barcelona i amplià estudis a l'IESE. El 1954 o 1955 es va incorporar a l'empresa familiar Uriach, fundada pel seu besavi Joan Uriach i Feliu i continuada pel seu avi Joaquim Uriach i Uriach, i el seu pare Joan Uriach i Tey.
Va ser impulsor del creixement de l'empresa i va crear el primer departament d'investigació i desenvolupament. En realitzar síntesi de substàncies obrí una possibilitat de creació d'especialitats afavorida a partir de 1973 amb la legislació farmacèutica, de tal manera que es pogueren comercialitzar productes com Lipograsil, Hipotensor o Biodramina.
Era acadèmic emèrit de la Reial Acadèmia de Farmàcia de Catalunya, de la Reial Acadèmia de Medicina de Catalunya i de la Reial Acadèmia de Belles Arts de Sant Jordi, així com d'altres acadèmies d'arreu del món. De 1993 a 1997 va ser president del Consell Social de la Universitat Autònoma de Barcelona. El 1987 va rebre la Creu de Sant Jordi de la Generalitat de Catalunya. El 2015 va rebre la Medalla d'Or de la Reial Acadèmia Nacional de Farmàcia, la màxima distinció d'aquesta institució.